# Frederic August I de Saxònia
|  | Per a altres significats, vegeu «August II de Polònia». |

Frederic August I de Saxònia (Dresden, 23 de desembre de 1750 - ibídem, 5 d'agost de 1827) fou elector de Saxònia, com Frederic August III, des de 1763 fins al 1806, i primer rei de Saxònia des de 1806 i fins al 1827. En total estigué més de 65 anys al capdavant de Saxònia.
Era fill de l'elector Frederic Cristià I de Saxònia i de la princesa Maria Antònia de Baviera. Frederic August era net per via paterna de l'elector-rei Frederic August II de Saxònia i de l'arxiduquessa Maria Josepa d'Àustria; mentre que per via materna ho era de l'emperador Carles VII del Sacre Imperi Romanogermànic i de l'arxiduquessa Maria Amàlia d'Àustria.
El dia 17 de gener es casà per poders a Mannheim amb la princesa Amàlia de Zweibrücken-Birkenfeld, matrimoni que fou posteriorment ratificat a Dresden. Amàlia era filla del comte palatí Cristià VI de Zweibrücken-Birkenfeld. La parella tingué una única filla: SAR la princesa Maria Augusta de Saxònia, nada a Dresden el 1782 i morta a Dresden el 1863.
Durant els primers anys de regnat, s'establí una regència en la persona de la princesa Maria Antònia de Baviera, a conseqüència de l'escassa edat del sobirà. L'any 1767, Frederic August esdevingué elector de Saxònia.
L'any 1805, poc abans de la caiguda del Sacre Imperi Romanogermànic, pel Tractat de Poznan fou elevat a la categoria de rei amb el nom de Frederic August I. Poc temps després, i durant vuit anys, fou proclamant gran duc de Varsòvia.
La seva aliança amb Napoleó Bonaparte i la posterior desfeta l'any 1813, provocà que Saxònia fos un dels estats que més perjudicats sortí del Congrés de Viena. Arran de la derrota militar, el territori de Saxònia fou ocupat per l'exèrcit de Rússia i quedà pendent de la incorporació total a Prússia, a la vegada, Frederic August I fou fet presoner. Únicament després del Congrés de Viena i gràcies a la pressió exercida per Àustria, Regne Unit i França, Saxònia fou respectada malgrat que hagué d'entregar dos terceres parts del seu territori a Prússia, concretament gran part dels territoris que avui formen el land de Saxònia-Anhalt.
A la seva mort el 1827 fou substituït al tron pel seu germà, el rei Antoni I de Saxònia.